# 都市計画道路勝田台長熊線
都市計画道路勝田台長熊線（としけいかくどうろかつただいながくません）は、千葉県佐倉市長熊と同八千代市勝田台南を結ぶ都市計画道路（幹線道路）である。

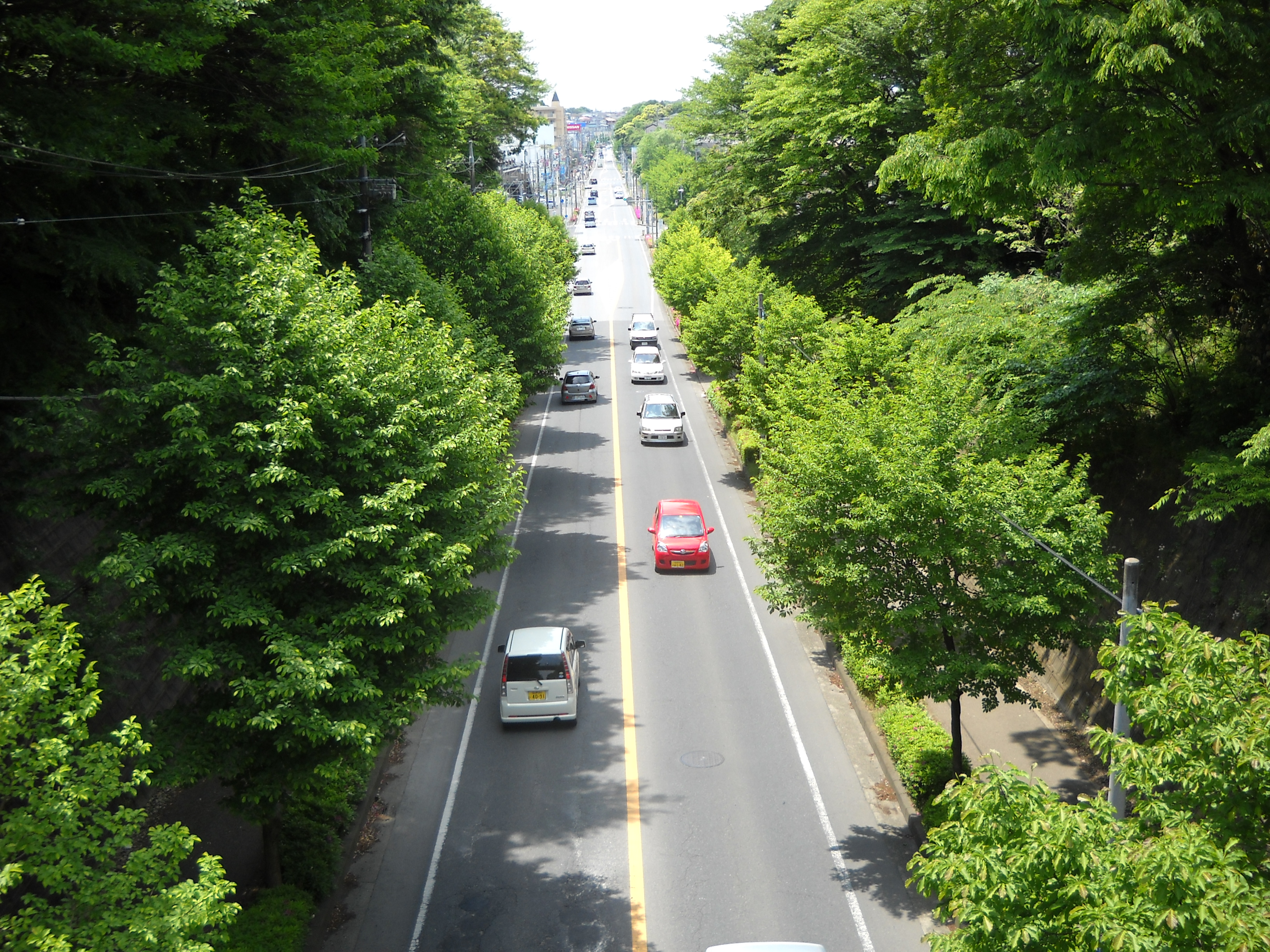
勝田台長熊線（佐倉市下志津付近）

## 概要
佐倉、八千代の両市内を通る国道296号に並行する道路として計画された。地元では専ら水道道路（すいどうどうろ）の通称が用いられているが、これは国道16号への迂回路でもある佐倉市上志津交差点から千葉市花見川区横戸交差点にかけての路線の一部に、北千葉広域水道企業団管理の上水道管が埋設されているため（管の損傷を防ぐため、この道路の大型車通行はガードレールを用いた車幅規制により禁止されている。また安全と地域住民保護の観点から7時から8時までは志津及び佐倉市方向への一方通行）。
国道296号はもともと佐倉街道として江戸時代につくられた道路であったということもあり佐倉市内においては道路幅が狭く、混雑が発生しやすくなっていた。そのため同国道のバイパス道路としての性格ももっている。

## 歴史
- 1965年（昭和40年） - 都市計画決定[1]。
- 1982年（昭和57年） - 用地交渉を開始[2]。
- 1992年（平成4年） - 志津霊園部分157.5メートルの用地取得交渉を委ねた檀家などで構成される任意団体に預けた約15.32億円に使途不明金が発覚[1]。
- 1995年（平成7年） - 使途不明金が発覚して約5億3000万円が未回収となり、95年に当時の佐倉市長が辞任[2]。
- 2013年（平成25年）6月 - 千葉県収用委員会が残っていた墓地使用者2人について明け渡しを採決[2]。
- 2014年（平成26年）
  - 7月 - 墓地使用者2基を撤去[2]。
  - 11月27日 - 志津霊園関連区間が開通し、全線が開通[1]。

### 全線開通まで
本道路は、国道296号と並んで佐倉市と八千代市を結ぶ幹線道路としての性格が強い道路であるが、佐倉市西志津に未通区間が残っていた。この区間には墓地「志津霊園」があり、佐倉市は同霊園を運営する5つの寺に対して移転を求めてきたが、買収に当たって使途不明金があったとして訴訟に発展するなどのトラブルが発生（この問題に関しては下記の外部リンクを参照）。
本道路に未通区間が残っていたため、佐倉・八千代両市境の国道296号や、本道路と国道296号を結ぶ千葉県道155号四街道上志津線の交通量が多くなり、たびたび渋滞が発生していた。また、周辺の生活道路に通過車両が流入し近隣住民の安全が脅かされるといった問題も起こっていた（特に、勝田台の団地外周道路東方は四街道市から出入りする車両が多数通行し、その交通量は西方の比ではない。住民の強硬な反対で中止されたが、団地内を通過して勝田台駅と千葉市花見川区み春野を結ぶバス路線の敷設が計画された事もあった。現・千葉内陸バスみ春野線）。

## 重複する区間
- 国道296号

佐倉市　海隣寺町（市役所下交差点） - 同江原新田

## 通過する市町村
- 千葉県八千代市 - 佐倉市

## 接続する道路
- 国道51号（佐倉市　長熊）
- 国道296号（佐倉市　大蛇町）
- 千葉県道64号千葉臼井印西線（佐倉市　鳳翔団地交差点）
- 千葉県道155号四街道上志津線（佐倉市　上志津）
- 国道16号（八千代市　勝田台南）